# Східні слов'яни
Схі́дні слов'я́ни (біл. Усхо́днія славя́не, рос. Восто́чные славя́не) — загальна назва народів, що розмовляють східнослов'янськими мовами. До східних слов'ян відносять білорусів, росіян та українців. Вони є нащадками слов'яномовних племен, що мешкали на Східноєвропейській рівнині в IX—XI століттях. До цих племен відносять літописних полян, сіверян, деревлян, дулібів, білих хорватів, тиверців, уличів, дреговичів, кривичів, в'ятичів, радимичів та словенів.

## Східні слов'яни

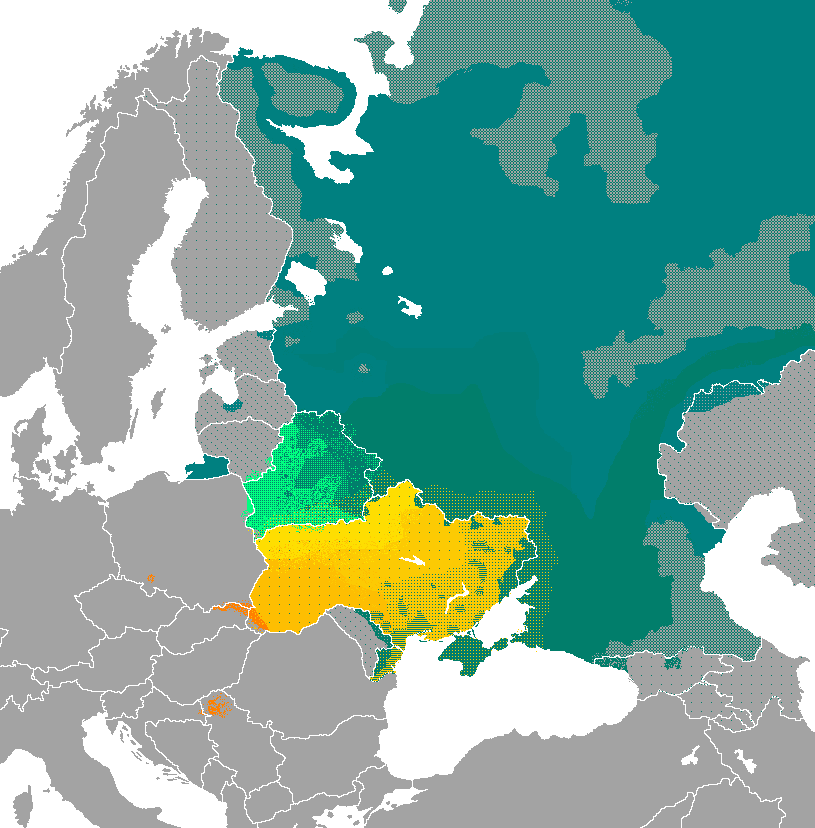
Східнослов'янські мови:
Білоруська
Українська
Російська

Мапа східнослов'янських субетносів

Сучасні східнослов'янські народи і етнографічні групи:
- Українці
  - Бойки
  - Гуцули
  - Литвини
  - Лемки
  - Підляшуки
  - Пінчуки
  - Подоляни
  - Поліщуки
  - Русини[2]
  - Слобожани
- Білоруси
  - Поліщуки
- Росіяни
  - Помори

## Східнослов'янські племена
З літопису відомі такі східнослов'янські племена:

#### Південно-західні (праукраїнці)
- Білі хорвати
- Дуліби
- Деревляни
- Поляни
- Сіверяни
- Уличі
- Тиверці
- Бужани
- Волиняни

#### Північно-західні (прабілоруси)
- Дреговичі
- Дуліби
- Кривичі
- Радимичі

#### Північно-східні (праросіяни)
- В'ятичі
- Ільменські словени
- Кривичі
- Радимичі

## Історія

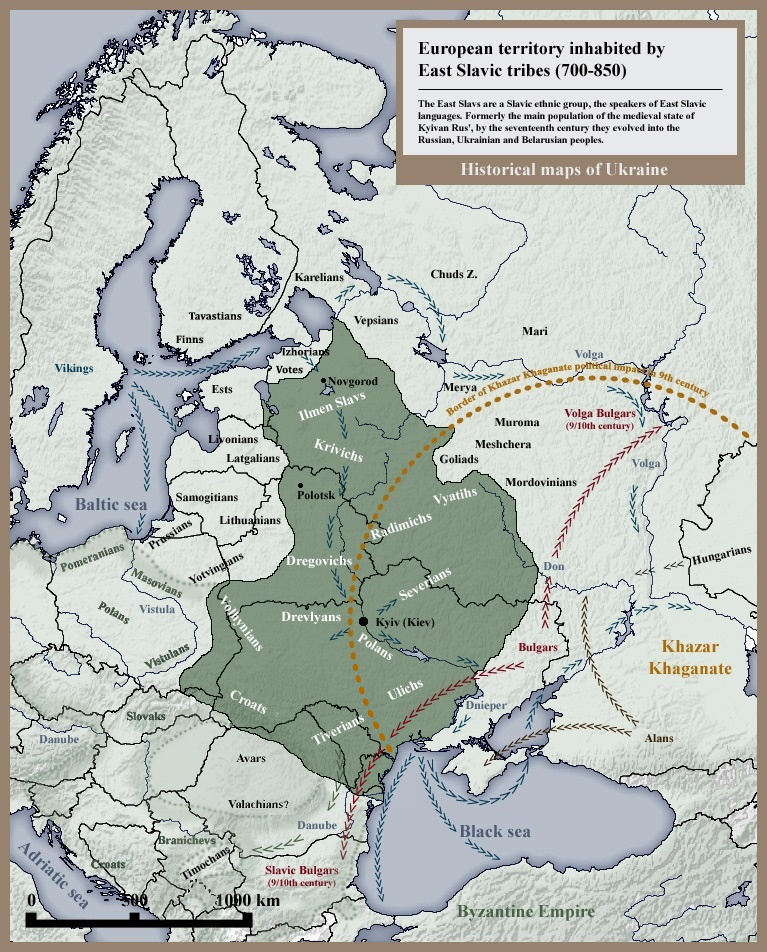
Східнослов'янські племена у VIII — IX століттях

Серед науковців поки що немає усталеної думки щодо конкретних схем походження східнослов'янських народів — українського, російського та білоруського. Загальновизнаною є лише теза, що східні слов'яни є частиною слов'янства, а їхні предки — частиною індоєвропейського світу.

### Перші згадки
Про одне з державних об'єднань слов'ян арабський літописець Х століття Аль Масуді писав так:

| З-поміж цих народів один за давніх часів мав владу, князь його звався Маджак, а сам народ валінана (Valinana). Цьому народові за давніх часів корилися всі інші слов'янські народи, бо влада була його, а інші князі його слухалися. |

У IV—VI століттях у східнослов'янському ареалі стали виразно виділятися два масиви — північний та південний. Вони співвідносилися з двома історичними угрупуваннями слов'ян — склавинами (північний масив) й антами (південний масив). Ареал ранньої східнослов'янської етномовної спільності цілком збігався зі східною частиною прабатьківщини слов'ян між Верхнім Дністром, Прип'яттю, Середнім Дніпром і південним Степом, отже повністю вкладався в межі протоукраїнської (тобто ранньоукраїнської) етномовної території. Північніше Ясельди — Прип'яті (територія сучасної Білорусі) у той час жили балтські племена, південна межа яких пролягала по Прип'яті, Середній Десні та Сейму, а величезні простори на північному сході (нинішня Європейська Росія) були заселені численними фіно-угорськими племенами.
У перших століттях н. е. розпочався міграційний рух східних слов'ян спочатку на північний схід по Десні й Сейму, а згодом — і на південь. Повільно розселяючись на нових землях, східні слов'яни змішувалися з місцевими балтськими та фіно-угорськими племенами, переймали їхні етнічні й мовні особливості або повністю втрачали свої й асимілювалися. Таким чином, створювалися умови й ґрунт для формування нових етносів — білоруського і російського.
Коли міграційна хвиля східних слов'ян досягла приблизно території сучасних північної Брянщини й південної Смоленщини, у VI столітті на півночі, біля Псковського озера і в басейні річки Великої, з'явилися слов'янські племена — предки історичних кривичів, а в VII столітті у басейні озера Ільмень поселилися слов'яни — предки літописних ільменських словенів. Ці групи слов'ян емігрували сюди з вісло-одерського узбережжя Балтійського моря, найімовірніше, морським шляхом. Поступово вони колонізували й сусідні території, унаслідок чого сформувалися Псковська та Новгородська землі.
Протягом VI—VIII століттях східнослов'янські племена або союзи племен переросли у феодальні князівства, відомі в історичній літературі під назвою «літописні племена» або «племінні князівства», а також територіальні князівства, до яких належали різні племена або їхні частини. Центрами таких князівств були міста: у полян — Київ, в ільменських слов'ян — Новгород, у кривичів — Смоленськ та Полоцьк, у сіверян — Чернігів та ін. Згодом утворилася ранньосхіднослов'янська держава Русь.
Східнослов'янських поселень існувало багато, хоч за розмірами вони були невеликими. Села будувалися групами за 2-4 км одне від одного і налічували від 4 до 70 дерев'яних жител. Кожна нова група поселень виростала на відстані 50—70 кілометрів. У центрі зводилися дитинець, себто внутрішня кріпость, слугували захистом та місцем проводу племінних віч і культових обрядів. Східнослов'янські землі рясніли сотнями обнесеними частоколом населених міст, що тоді звалися «городом», а всі інші не захищені фортифікаційними укріпленнями звали просто «село». Ймовірно тому скандинави називали ці землі «Гардаріки», що значить буквально «городищина» «край укріплень».

### Торгівля
Торгівля у східних слов'ян розвивалася слабко. Проте у VIII столітті їй дали поштовх купців зі Сходу й зокрема араби-мусульмани, що стали проникати у східнослов'янські землі. В обмін на дорогоцінні метали, тонкі сукна, ювелірні вироби східні слов'яни могли запропонувати як традиційні плоди своєї землі: мед, віск, хутра, так і рабів. Останній товар араби цінили понад усе. Ця торгівля процвітала наприкінці VIII століття, коли у зносини зі східними слов'янами ввійшли тюркські племена хозарів. Вони заснували унікальну торговельну імперію в пониззі Волги та на Каспійському узбережжі й пізніше прийняли юдаїзм. Деякі слов'яни, зокрема сіверці, в'ятичі та поляни, були змушені сплачувати хозарам данину. Дедалі більше виходячи з ізоляції, східні слов'яни вступали у нову важливу добу своєї історії.

### Археологічні дослідження
Знані з «Повісті минулих літ» літописні слов'янські племена протягом XX століття плідно досліджувались археологами. Найпоказовішими для етнокультурної диференціації східнослов'янських племен виявилися металеві прикраси традиційного жіночого костюму і перш за все скроневі кільця. О. А. Спіцин довів, що східнослов'янським племенам властиві срібні півтораобертові кільця перстеневого типу, сіверянам — спіральні, дреговичам — зернисті, радимичам — семипроменеві, в'ятичам — семилопатеві, кривичам — браслетовидні, ільменським словенам — ромбощиткові.

## Концепція давньоруської народності

Діалектологічна карта 1914 року

Концепцію давньоруської народності як колиски трьох братніх народів сформульовано досить пізно — після Другої світової війни.
У 1948 р. вийшла праця В. Мавродіна «Формування російської нації», в якій без особливої аргументації декларувалося: «На підставі злиття в єдиний етномасив східнослов'янських племен у IX-XI ст. постав руський народ, предок московської, руської (української) та білоруської націй». Ця радикальна концепція суперечила науково обґрунтованим висновкам багатьох класиків східнослов'янської історії та мовознавства — В. Ключевського, М. Грушевського, А. Кримського, О. Шахматова, М. Покровського та багатьох інших. У 1951 р. в Інституті історії АН СРСР відбулася наукова дискусія з приводу існування давньоруської народності, на якій провідні фахівці з давньоруської історії (В. Зимін, В. Пашутов, А. Сидоров, О. Санжаєв та ін.) одностайно заперечили існування єдиного давньоруського етносу в IX-XII ст.
Край наукової дискусії поклав ЦК КПРС у відомих тезах з нагоди 300-річчя Переяславської угоди. ЦК КПРС проголосив, що з IX-XI ст. у державі Русь склалася праруська народність з єдиною мовою, культурою, самосвідомістю та патріотизмом.